# Descolea
Descolea — рід грибів родини павутинникові (Cortinariaceae). Назва вперше опублікована 1952 року.

## Види
База даних Species Fungorum станом на 9.10.2019 налічує 25 видів роду Descolea:
- Descolea alba
- Descolea albella
- Descolea alienata
- Descolea angustispora
- Descolea antarctica
- Descolea archeureta
- Descolea australiensis
- Descolea brunnea
- Descolea ferruginea
- Descolea flavoannulata
- Descolea giachinii
- Descolea gunnii
- Descolea inferna
- Descolea javanica
- Descolea lepiotiformis
- Descolea macrospora
- Descolea maculata
- Descolea pallida
- Descolea phlebophora
- Descolea pretiosa
- Descolea quercina
- Descolea recedens
- Descolea reticulata
- Descolea squarrosipes
- Descolea subtropica